# Couepia morii
Couepia morii är en tvåhjärtbladig växtart som beskrevs av Ghillean `Iain' Tolmie Prance. Couepia morii ingår i släktet Couepia och familjen Chrysobalanaceae. Inga underarter finns listade i Catalogue of Life.